# Night of Champions (2008)
L'édition 2008 de Night of Champions est une manifestation de catch professionnel télédiffusée et visible uniquement en paiement à la séance. L'événement, produit par la World Wrestling Entertainment, s'est déroulé le 29 juin 2008 au American Airlines Center, à Dallas (Texas) aux États-Unis. Il s'agit de la deuxième édition de Night of Champions. The Undertaker, Matt Hardy, Kane, Chris Jericho, Mickie James et Triple H sont en vedette de l'affiche promotionnelle (officielle).
Neuf matchs, dont huit mettant en jeu les titres de la fédération, ont été programmés. Chacun d'entre eux est déterminé par des storylines rédigées par les scénaristes de la WWE ; soit par des rivalités survenues avant le pay-per-view, soit par des matchs de qualification en cas de rencontre pour un championnat.

## Contexte
Les spectacles de la World Wrestling Entertainment en paiement à la séance sont constitués de matchs aux résultats prédéterminés par les scénaristes de la WWE. Ces rencontres sont justifiées par des storylines - une rivalité avec un catcheur, la plupart du temps - ou par des qualifications survenues dans les émissions de la WWE telles que WWE Raw et SmackDown. Tous les catcheurs possèdent un gimmick, c'est-à-dire qu'ils incarnent un personnage face (gentil), heel (méchant) ou tweener (neutre, apprécié du public), qui évolue au fil des rencontres. Un pay-per-view comme Vengeance est donc un évènement tournant pour les différentes storylines en cours.

## Déroulement du spectacle
| #                                                                | Match                                                      | Stipulation                                                       | Durée |
| ---------------------------------------------------------------- | ---------------------------------------------------------- | ----------------------------------------------------------------- | ----- |
| Dark                                                             | Jeff Hardy bat MVP                                         | Match Simple                                                      | 7:20  |
| 1                                                                | John Morrison et The Miz (c) battent Finlay et Hornswoggle | Tag Team Match pour le WWE Tag Team Championship                  | 8:46  |
| 2                                                                | Matt Hardy (c) bat Chavo Guerrero                          | Match Simple pour le WWE United States Championship               | 9:22  |
| 3                                                                | Mark Henry bat Kane (c) et The Big Show                    | Triple Threat Match pour l'ECW Championship                       | 8:18  |
| 4                                                                | Ted DiBiase Jr et Cody Rhodes battent Hardcore Holly (c)   | Two on One Handicap Match pour le WWE World Tag Team Championship | 1:28  |
| 5                                                                | Kofi Kingston bat Chris Jericho (c) (w/Lance Cade)         | Match Simple pour le WWE Intercontinental Championship            | 13:28 |
| 6                                                                | Mickie James (c) bat Katie Lea Burchill                    | Match Simple pour le WWE Women's Championship                     | 7:17  |
| 7                                                                | Edge (c) bat Batista                                       | Match Simple pour le WWE World Heavyweight Championship           | 17:11 |
| 8                                                                | Triple H (c) bat John Cena                                 | Match Simple pour le WWE Championship                             | 21:38 |
| (c) désigne le(s) champion(s) défendant son titre dans le match. |                                                            |                                                                   |       |